# Rhogeessa mira
Rhogeessa mira es una especie de murciélago de la familia Vespertilionidae.

## Distribución geográfica
Se encuentra sólo en México en una pequeña área entre las ciudades de El Infiernillo y Zicuirán en la región semiárida de la parte baja del Río Balsas, en el sur de Michoacán.